# Sztevanovity Milutin
Sztevanovity Milutin (Belgrád, 1921. március 2. – 2002) közgazdász, újságíró. Sztevanovity Zorán és Sztevanovity Dusán édesapja.

## Életútja
A jugoszláv ellenállási mozgalomban tevékenykedett. 1941-ben kötött házasságot Zemanovity Máriával. Egyetemistaként ment harcolni a második világháborúba, majd a háború végét követően az utolsó vizsgáját is letette. 1946-ban egy jugoszláv külkereskedelmi vállalatnál, majd 1947-ben Prágában dolgozott mint kereskedelmi attasé. 
1948-ban Budapestre ment, ahol politikai menedékjogot kért. Ugyanez év nyarától a budapesti jugoszláv kereskedelmi kirendeltségen dolgozott, októbertől a Szalonka utcai emigráns kolóniában lakott. 
1952-ben tíz év börtönbüntetésre ítélték kémkedés vádjával egy koncepciós perben (Rajk-per). 1955-ben szabadult, majd vállalati ellenőrként helyezkedett el. 
1948-1952 és 1957-1974 között a Délszláv Szövetség, később a magyarországi szovjet lapok olvasószolgálatának volt a főszerkesztője. Ezután a Lapkiadó Vállalat munkatársa volt.

## Emlékezete
Zenész fiai több dalszövegben örökítették meg az emlékét, többek között róla írták az Apám hitte című dalt.